# 인천초은중학교
인천초은중학교(仁川초은中學校)는 대한민국 인천광역시 서구 청라동에 있는 공립 중학교이다.

## 학교 연혁
- 2012년 1월 16일 : 인천초은중학교 설립 허가(31학급) 준공일
- 2012년 3월 1일 : 초대 김병섭 교장 취임
- 2012년 3월 2일 : 제1회 입학식(1학년 6학급) 및 시업식(2학년 3학급, 3학년 2학급)
- 2013년 2월 7일 : 제1회 졸업식(남 36명, 여 47명 총 83명)
- 2024년 2월 2일 : 제12회 졸업식(남 166명, 여 172명 총 338명, 누계 3,351명)
- 2024년 3월 1일 : 제7대 정해영 교장 취임
- 2024년 3월 4일 : 제13회 입학식(남 154명, 여 138명 총 292명)

## 참고 자료
- 인천초은중학교 - 한국교육학술정보원 학교알리미